# Joss Whedon
Joss Whedon est un producteur, réalisateur et scénariste américain né le 23 juin 1964 à New York.
Il est le créateur des séries télévisées Buffy contre les vampires, Angel, Firefly, Dollhouse et Marvel : Les Agents du SHIELD, et a fondé la société Mutant Enemy. Il est également le réalisateur des films Avengers et Avengers : L'Ère d'Ultron, qui font tous deux partie des dix plus grands succès commerciaux de l'histoire du cinéma, ainsi que le scénariste de plusieurs comics.
Le travail de Whedon se caractérise par son humour pince-sans-rire et autoréférentiel et met l'accent sur les métaphores et le second degré. Il aborde régulièrement les thèmes du féminisme, de l'antiautoritarisme, de l'existentialisme et du sacrifice de soi. L'histoire est pour lui au service des personnages et ce sont les parcours et l'évolution de ceux-ci qui se trouvent au centre de ses œuvres.
Depuis les années 2020, sa carrière dans l'industrie hollywoodienne est mise à l'arrêt à la suite de nombreuses accusations de harcèlement, de comportements toxiques, de racisme, de sexisme et d'abus de pouvoirs venant de plusieurs acteurs, scénaristes et producteurs,,,,.

## Biographie

### Histoire de famille

#### Grands-parents, radio et théâtre

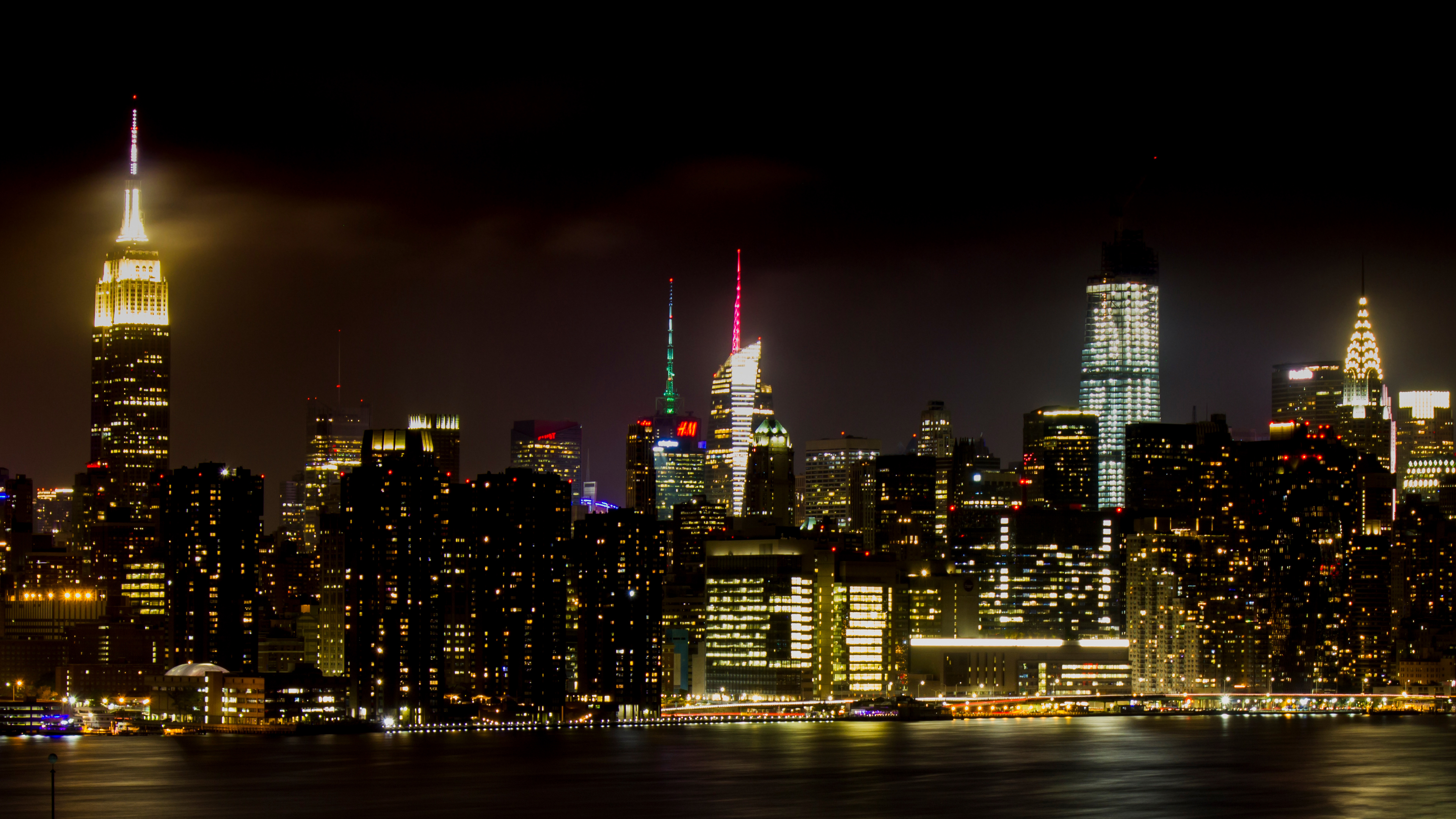
New York, la ville natale de Joss Whedon, son père Tom et de son grand-père, John Ogden Whedon, ici photographiée depuis le pont de Brooklyn de nuit.

John Ogden Whedon, le grand-père paternel de Joss, est un scénariste ayant officié sur des sitcoms telles que The Donna Reed Show, The Andy Griffith Show et The Dick Van Dyke Show. Originaire de New York, il quitte au beau milieu des années 1920 sa ville natale pour celle de Cambridge, dans l'état du Massachusetts et, à l'image de son père Burt Denison Whedon (diplômé en 1903) et de son frère Roger (diplômé en 1929), il fréquente l'université Harvard dont il ressort diplômé en 1927. Durant leurs études, les deux frères se consacrent à l'écriture et rejoignent le comité littéraire du célèbre périodique humoristique de l'université, le Harvard Lampoon. Pendant cette activité, John Whedon est élu directeur en 1936 et prend également part au Hasty Pudding Club, un club étudiant connu comme une autre institution historique de Harvard et comme étant le plus ancien club étudiant d'Amérique ayant accueilli comme membres les présidents américains Theodore Roosevelt, Franklin Delano Roosevelt et John Fitzgerald Kennedy. Ce club est réputé pour ses comédies musicales écrites, composées et produites par ses étudiants. À la fin de sa dernière année à l'université, John Whedon est choisi pour participer à la quatre-vingt-unième production annuelle du Hasty Pudding Theatricals baptisée Gentlemen, the Queen.
John revient ensuite à New York, après l'obtention de son diplôme, pour se mettre à écrire pour des célèbres magazines tels que Forum, Harper's Magazine, Collier's et The New Yorker dont il devient ensuite le rédacteur en chef. Mélangeant l'actualité de la ville avec des histoires courtes, des observations politiques et des commentaires sur la vie et la culture new yorkaise, sa rubrique se nomme « Talk of the Town ». Au même moment, John rencontre sa future épouse, Louise Carroll Angell.

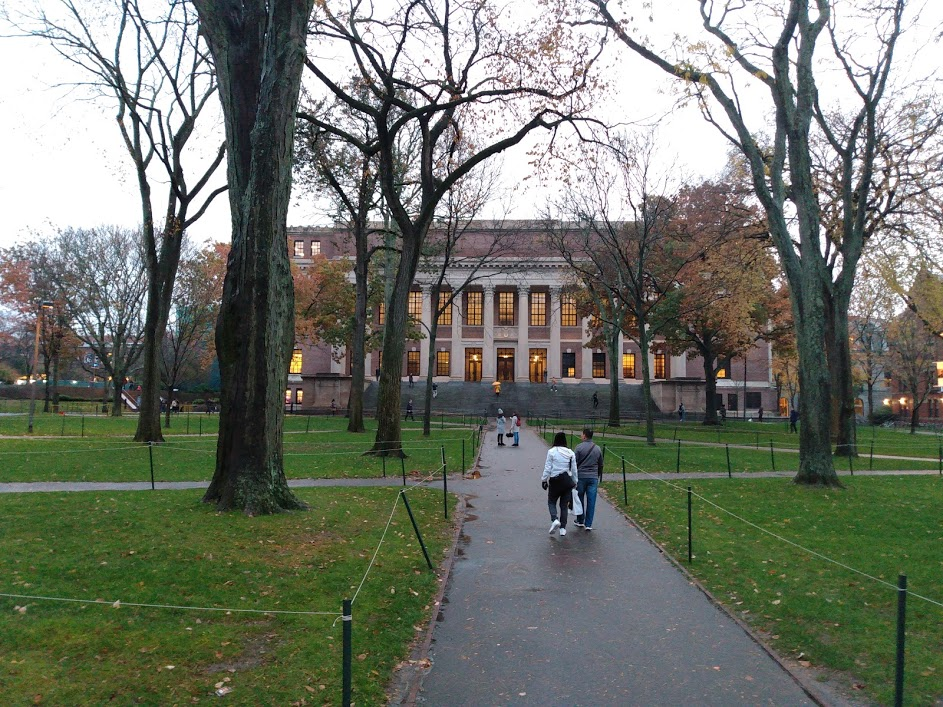
L'université Harvard, ici photographiée en novembre 2019, est un élément important dans le parcours scolaire dans la famille Whedon.

Les futurs grands-parents de Joss Whedon partagent tous deux le même amour pour les pièces de théâtre et autres écrits sophistiqués. Autre point commun, Louise Angell s'est profondément impliquée elle aussi dans un club, un club de théâtre, au lycée de Pelham Memorial dans l'État de New York. La jeune femme met en scène lors de sa seconde année universitaire la pièce en un acte The Silver Lining de Constance D'Arcy Mackay, racontant l'histoire de Frances Burney, dans l'Angleterre victorienne, lorsqu'elle écrivit Evelina: Or the History of a Young Lady's Entrance into the World. L'année suivante, l'article d'un journal local fait les éloges de sa prestation de comédienne dans la pièce de William Shakespeare, La Mégère apprivoisée, dans laquelle elle joue le personnage Katherina Minola. Louise parvient grâce à beaucoup de travail à entrer à Vassar, qui fait partie des universités réservées aux femmes du groupement des Sept Sœurs qui se trouve dans le nord-est du pays, où elle devient aussi rédactrice en chef, au cours de l'année 1930-1931, de la principale publication étudiante de l'école, Miscellany News.
John Ogden Whedon et Louise Carroll Angell se marient le 12 juin 1931, trois jours après la remise de diplômes de Louise. Ils s'installent dans un appartement de Greenwich Village, sur West Tenth Street, à quelques centaines de mètres du Washington Square Park. L'année suivante, Thomas Avery Whedon naît le 3 août 1932 et leur second enfant, Julia, naît quatre ans plus tard. Puis, John et Louise décident de quitter leur appartement pour partir s'installer chez les parents de John dans un quartier appelé Jamaica dans le Queens. Leur maison, située sur Croydon Street, est composée de deux étages. Tous les jours, Burt Denison Whedon et son fils John font le trajet jusqu'à Manhattan : Burt pour se rendre au cabinet d'avocats Wing & Russell et John au magazine New Yorker. John rejoint la station de radio NBC en 1939 et occupe le poste d'auteur pour l'émission de variété de Rudy Vallée, sur The Chase and Sanborn Hour et Tommy Riggs and Betty Lou. En 1942, il devient le scénariste principal de la comédie à succès The Great Gildersleeve avec l'aide de son partenaire d'écriture Sam Moore. Louise Carroll rejoint quant à elle le monde de la radio en 1941 chez CBS et tient le poste de rédactrice publicitaire en chef.
Après avoir écrit pour The Great Gildersleeve pendant cinq ans, John se tourne vers le théâtre et coécrit avec Sam Moore la comédie musicale Texas, Lil' Darling, sur des paroles de Johnny Mercer. La première représentation se fait à Broadway le 25 novembre 1945.

#### Communisme et départ pour la Californie
À l'adolescence, Tom Whedon fréquente la Phillips Exeter Academy, une école réservée aux garçons dans le New Hampshire. Tandis qu'il finit ses études, en 1951, son père John travaille désormais dans un autre média : la télévision. Il scénarise des téléfilms originaux pour le compte du Lux Video Theater. Toutefois, sa carrière et son succès sont entravés par une véritable chasse aux sorcières organisée par une commission d'enquête de la Chambre des Représentants, le HUAC (House Un-American Activities Committee) qui est créée en 1938 pour enquêter sur les individus et les entreprises suspectés d'avoir des liens avec le communisme ou encore d'autres relations considérées comme immorales. En octobre 1947, ce comité organise plus de neuf jours d'auditions au cours desquels il interroge plus de quarante personnes au sujet d'une propagande communiste présumée et de son influence dans l'industrie du cinéma. Au total, plus de trois cents personnes, dont de nombreux scénaristes, se voient blacklistées par les studios car soupçonnées de propager des idées communistes et soviétiques au travers de leurs scripts. Le HUAC démarre ensuite une seconde enquête sur Hollywood en 1951. Cette procédure pousse les professionnels interrogés à coopérer en donnant les noms de leurs connaissances dans le milieu impliquées dans le communisme. John se retrouve blacklisté à son tour lorsque l'un des professionnels le nomme,.
Dans l'espérance que sa présence sur la liste noire ne soit pas divulguée, l'agent de John lui conseille de partir s'installer sur la côte ouest à plein temps. Dans le même temps, John et Louise sont déjà séparés puis leur divorce est finalisé en août 1964. Après son arrivée en Californie, John passe les dix années suivantes à scénariser plusieurs travaux comme l'adaptation télévisuelle de The Great Gildersleeve, Kraft Television Theater, grâce à laquelle il obtient une nomination aux Emmy Awards. Il travaille également pour des séries comme Leave It to Beaver, The Donna Reed Show, The Andy Griffith Show et The Dick Van Dyke Show.

#### Rencontre, mariage et premiers enfants
« Ma mère […] était extrêmement intelligente et spirituelle. Je pense que c'est la première raison pour laquelle elle a plu à mon père. »
Tom Whedon vient d'être accepté à l'université Harvard, promotion 1957, et fait alors le choix de ne pas suivre son père en Californie. Remarqué à la fois pour ses prouesses dans le sport, notamment au jeu de crosse, et pour ses performances théâtrales, il coécrit le livret de la comédie musicale du Hasty Pudding Club, intitulé Ad Man Out, comme son père quelques années plus tôt. Impliqué dans le Hasty Pudding Theatricals, Tom travaille également pour le Harvard Radcliffe Dramatic Club (HRDC), ce qui élargit son champ de compétences. Tom Whedon met en scène et joue dans la pièce Alice au pays des Merveilles au côté de Lee Jeffries, étudiante en littérature avide de monter sur scène. Whedon joue dans d'autres pièces du HRDC et apparaît une nouvelle fois avec Jeffries sur scène le soir de la première de la comédie musicale Great to be Back! qui leur permet de livrer une prestation qui leur vaut des éloges publiés dans le journal de l'école,.
Les deux jeunes comédiens tombent ensuite amoureux et forment un couple à la ville. Lee et Tom se marient en mai 1959 dans le Kentucky, d'où Lee est originaire. Le père de cette dernière, James Harvey Jeffries, est représentant pour l'entreprise Jewel Tea et lui-même diplômé de Harvard. Il vit alors à Louisville avec Margaret, sa seconde épouse. La mère de Lee, Anna Lee Hill Jeffries, est décédée en 1954, soit cinq ans avant le mariage de sa fille.
Maintenant mariés, les Whedon quittent Cambridge pour aller s'installer à New York. Là, la jeune femme trouve un poste administratif au Finch College qui est un établissement consacré à l'enseignement des bonnes manières aux jeunes filles. Parallèlement, Lee poursuit une carrière professionnelle dans le théâtre. Elle travaille dans une école d'art dramatique, l'American Academy of Dramatic Arts, s'essaie dans la chanson en prenant part à plusieurs comédies musicales de off-Broadway comme Oklahoma !, Finian Rainbow, Bus Stop et Riders to the Sea. De son côté, Tom écrit plusieurs comédies musicales du off-Broadway, dont All Kinds of Giants et Money, aidé par un talent dramatique travaillé à Harvard. Le couple vit dans un appartement à Manhattan, sur West End Avenue, dans le Upper East Side et, un an après leur mariage, naît en 1960 leur premier fils, Samuel. En 1962, la famille accueille son deuxième enfant, Matthew Thomas qui naît en février, l'année même où Tom commence à écrire pour l'émission enfantine Captain Kangaroo. Mais la petite famille est touchée par le stress de Tom, provenant de sa relation conflictuelle avec l'acteur Bob Keeshan, réputé pour être caractériel, qui joue le rôle de Captain. Par conséquent et dans le but de développer le pilote d'une nouvelle série télévisée à partir de 1964, Tom quitte la série au bout de trois ans. Travaillant comme scénariste avec Jon Stone et avec le marionnettiste Jim Henson, leur série narre l'histoire de Cendrillon racontée depuis le point de vue de marionnettes. Malheureusement, le projet n'a jamais été retenu mais Henson en reprend l'idée pour l'émission spéciale Hey Cinderella! diffusée en 1969,.

### Naissance et jeunesse
Joseph Hill Whedon naît le 23 juin 1964, lors d'une nuit d'été. En tant que cadet de sa fratrie, Joss Whedon a souvent l'impression d'être beaucoup plus petit, voire beaucoup plus vulnérable que les autres enfants. Il est le troisième d'une fratrie de cinq enfants. Né à New York, Joseph Hill Whedon est le fils de Tom Whedon, scénariste de séries télévisées dans les années 1970 et 1980, et de Lee Stearns, professeure d'histoire. Il a deux frères aînés, Samuel et Matthew, et deux frères cadets, Jed et Zack. Ses parents divorcent quand il a neuf ans et il vit alors avec son père mais passe les étés avec sa mère. Il passe deux ans en Angleterre, au Winchester College, avant de revenir aux États-Unis. Il fait ses études supérieures à l'université Wesleyenne et en sort diplômé en 1987. À l'université, il est fortement influencé par Jeanine Basinger, sa professeure d'études cinématographiques.

### Débuts comme scénariste (années 1980-1990)
Whedon part pour Los Angeles et commence à travailler sur la série Roseanne, puis sur la série Parenthood. Enfin, en 1992, Joss Whedon est au générique du film Buffy, tueuse de vampires, comme scénariste. Mais ce film ne correspond pas à la vision de Whedon. La réalisatrice Fran Rubel Kuzui remanie son scénario pour le rendre plus léger, plus proche d'une comédie adolescente, alors qu'il l'avait écrit de façon à mettre en avant le côté horrifique et les émotions. Il est également très déçu par l'attitude de Donald Sutherland sur le tournage. Le film est un échec à la fois critique et commercial. Il travaille alors comme script doctor, réécrivant de façon non créditée des dialogues de Guet-Apens (1994), Speed (1994), Mort ou vif (1995), Waterworld (1995) et Twister (1996), un travail très lucratif mais qui ne le satisfait pas. Il apprécie néanmoins son travail sur Speed, film pour lequel il écrit quasiment tous les dialogues.
En 1995, il est coscénariste, avec John Lasseter, Andrew Stanton, Joe Ranft, Pete Docter, Joel Cohen et Alec Sokolow, du film d'animation Toy Story, pour lequel il est nommé pour l'Oscar du meilleur scénario original. En 1997, il écrit le scénario d'Alien, la résurrection, considérant ce travail comme une bénédiction car il est un grand admirateur des deux premiers films de la saga Alien. Mais il considère la réalisation de Jean-Pierre Jeunet comme une trahison et cette nouvelle déception le pousse à travailler sur un projet sur lequel il pourra avoir un contrôle créatif total, la série Buffy contre les vampires.
En 1998, Whedon écrit la chanson My Lullaby (Mon chant d'espoir) pour le dessin animé Le Roi lion 2. Par la suite, il participe à l'écriture des scénarios de Titan A.E. (2000), X-Men (2000) et Atlantide, l'empire perdu (2001) mais très peu de son travail sur ces trois films est finalement conservé (notamment pour X-Men où seulement deux lignes de dialogues qu'il a écrites sont conservées). Longtemps associé au projet cinématographique d'adaptation des aventures de Wonder Woman, Whedon, qui devait produire et diriger le film l'abandonne finalement du fait de désaccords artistiques avec la société Warner Bros, les deux parties n'ayant pas su s'entendre sur un scénario.

### Buffy contre les vampiresetAngel(1997-2004)
N'ayant jamais abandonné l'idée de Buffy, Whedon prépare une version télévisée. Au lieu de reprendre l'histoire racontée dans le film, Whedon décide que la série commence quand le film finit : Buffy quitte Los Angeles après l'incendie de son école et vient s'installer dans la ville de Sunnydale en Californie. Un pilote est tourné, avec l'actrice Riff Regan dans le rôle de Willow Rosenberg. Lorsque le pilote est tourné à nouveau, Alyson Hannigan obtient le rôle. En 1997, pour combler un trou dans la grille des programmes du réseau télévisé américain The WB, Buffy contre les vampires est programmé pour une demi-saison de 12 épisodes. Le succès est immédiat et la série peut continuer. Elle est diffusée pendant cinq ans sur The WB, puis pour deux années supplémentaires sur UPN.
Buffy contre les vampires a acquis le statut de série-culte et a influencé d'autres séries telles que Charmed, Alias, Doctor Who dans sa version des années 2000 et Supernatural. Elle est abondamment étudiée de façon académique pour ses thèmes influents et son impact sur la culture populaire et sa popularité perdure encore plusieurs années après son arrêt.
En 1999, Whedon et David Greenwalt font sortir le personnage d'Angel de la série Buffy contre les vampires et lui consacrent une série dérivée qui dure cinq saisons, également sur The WB. Plusieurs fois, Angel revient dans la série Buffy contre les vampires pour quelques épisodes, de même que certains personnages de Buffy se retrouvent dans la série Angel. Vu au départ comme un spin-off maladroit de Buffy contre les vampires, Angel a trouvé sa propre voie vers la reconnaissance à travers son ton plus sombre et plus adulte.

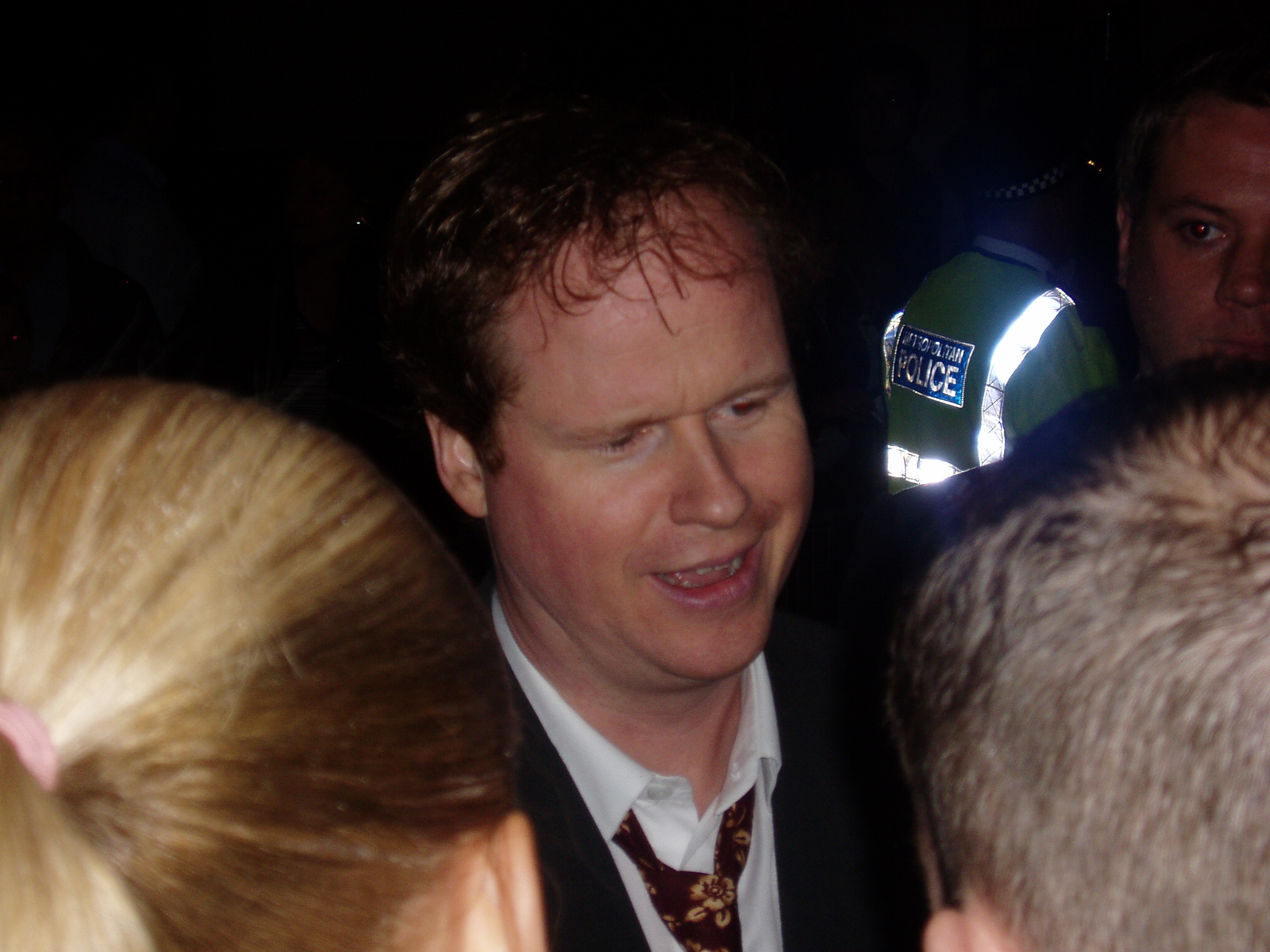
Le réalisateur à la première de Serenity, en octobre 2005.

### FireflyetSerenity(2002-2006)
En 2002, Whedon crée Firefly, une série de science-fiction inspirée par l'époque de la guerre de Sécession, dont il compose le générique. La chaîne de télévision américaine FOX ne diffuse pas la série dans l'ordre prévu et l'arrête au bout de douze épisodes. À ces douze épisodes s'ajoutent trois épisodes supplémentaires non diffusés pour un total de quinze épisodes. Malgré l'arrêt prématuré de la série, Firefly est désormais considérée comme une série culte.
Les bonnes ventes de coffrets DVD de la série contribuent à financer le film Serenity, écrit et réalisé par Whedon, qui reprend l'intrigue de Firefly. Serenity est un échec commercial mais reçoit de bonnes critiques et remporte le prix Hugo du meilleur long-métrage et le prix Nebula du meilleur scénario en 2006.

### Dr. Horrible's Sing-Along BlogetDollhouse(2008-2011)

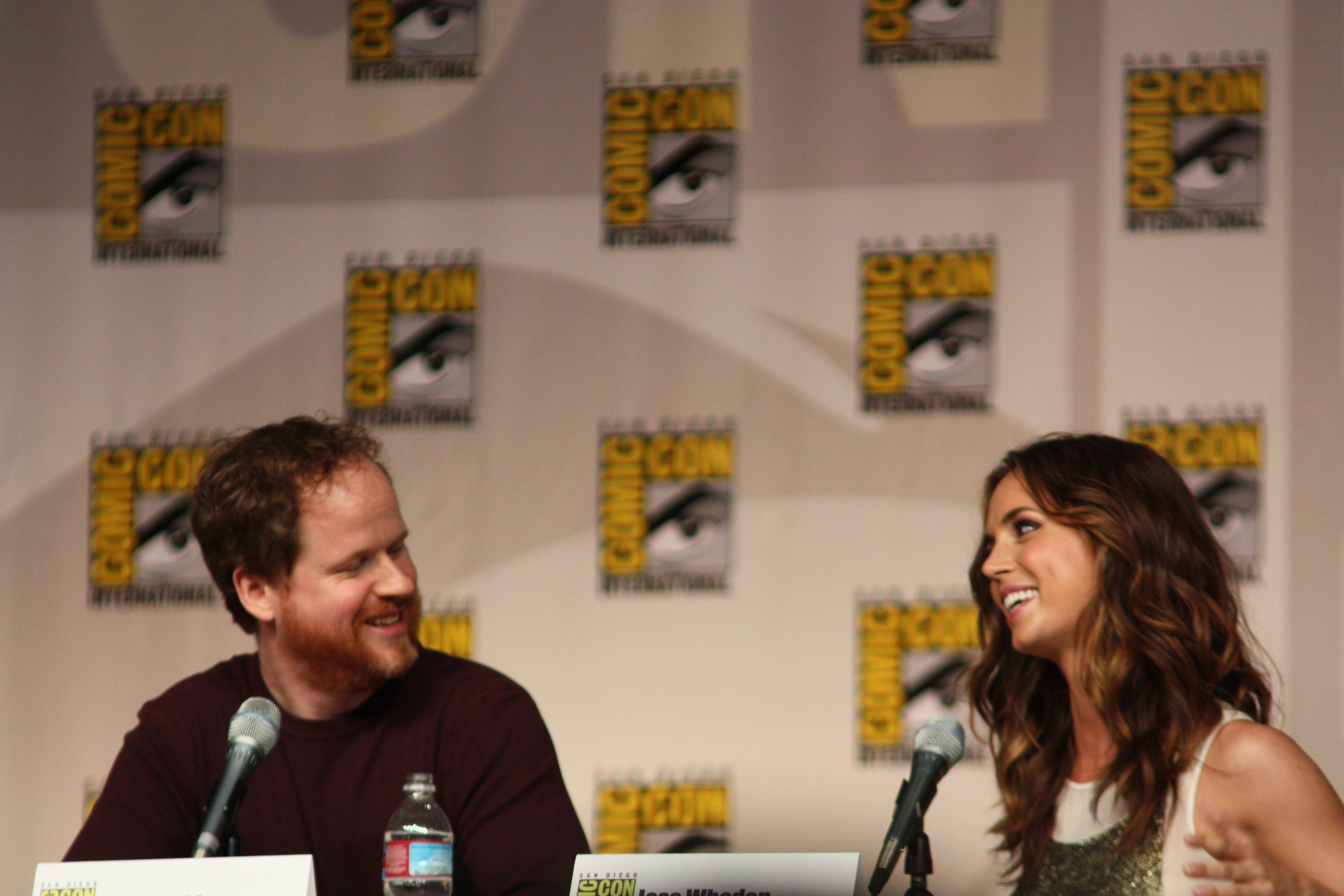
Le scénariste aux côtés d' Eliza Dushku au Comic-Con de San Diego 2009, pour la promotion de Dollhouse.

En 2008, Whedon écrit et réalise Dr. Horrible's Sing-Along Blog, une web-série de trois mini-épisodes (pour une durée totale de 42 minutes) qui met en scène, sous forme de comédie musicale la rivalité « professionnelle » et amoureuse entre un super-vilain, le Dr Horrible, et un super-héros, Captain Hammer. Whedon démontre avec cette série, réalisée pendant la grève de la Writers Guild of America de 2007, qu'un projet de qualité peut être produit avec peu de moyens, en utilisant Internet et en contournant ainsi le système des grands studios de télévision et de cinéma. Cette série est disponible gratuitement sur Internet.
En 2009, Dollhouse, la nouvelle série de Whedon avec Eliza Dushku dans le rôle principal, est programmée sur la Fox. Dans Dollhouse, des hommes et des femmes sont programmés pour remplir des missions secrètes spécifiques et on leur programme à chaque fois une nouvelle personnalité, des capacités et des mémoires différentes. Après chaque mission, leurs souvenirs sont effacés et ils retournent au laboratoire secret nommé Dollhouse (« maison de poupées »). Dans cet étrange univers, Echo, une jeune « poupée », voit ses souvenirs refaire peu à peu surface. Cette série dure deux saisons avant d'être annulée pour manque d'audience, Whedon regrettant après coup n'avoir pas pu explorer comme il le souhaitait le thème de la sexualité en raison de la frilosité des dirigeants de la Fox à ce sujet.

### Réalisateur de blockbusters (années 2010)

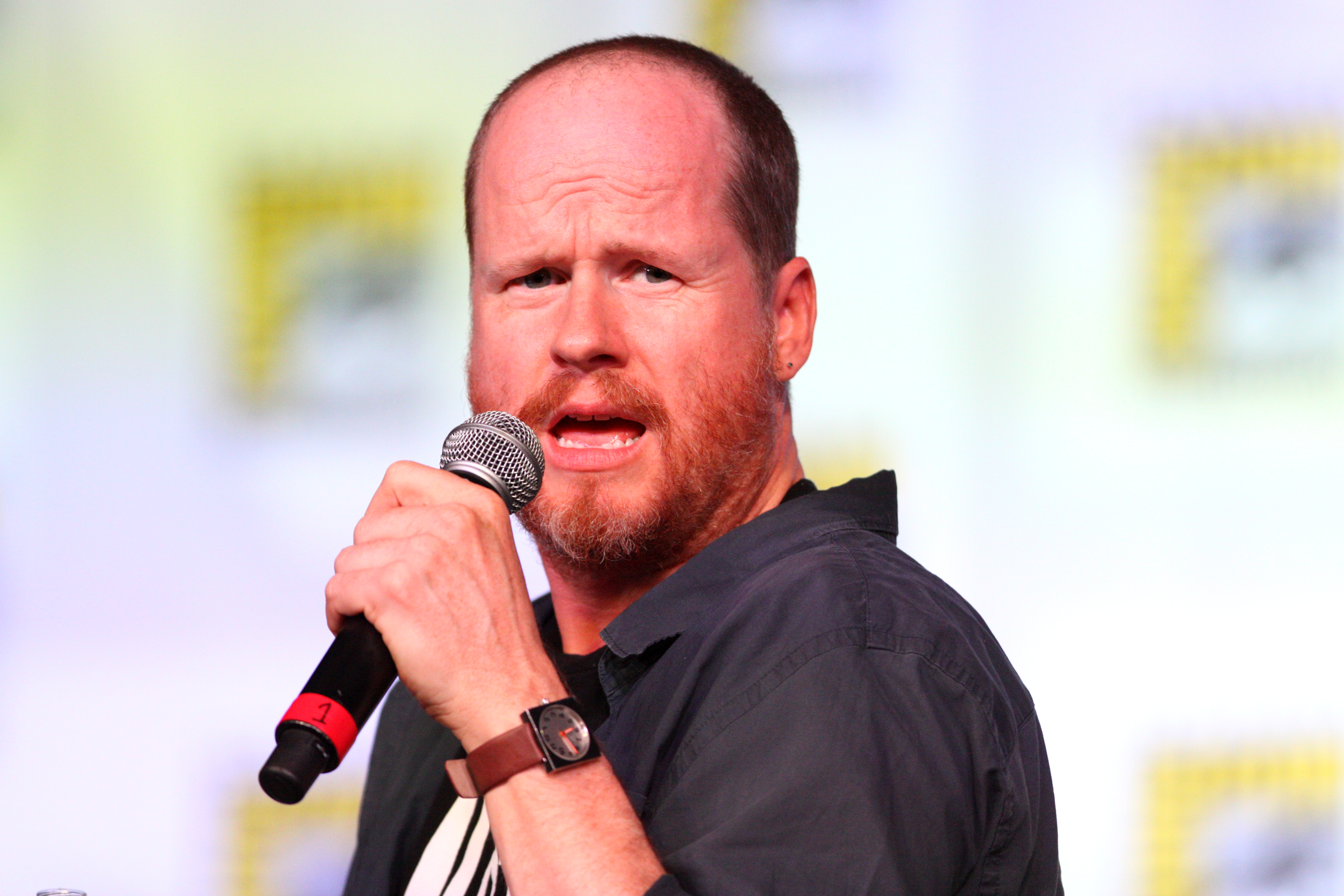
Le cinéaste au Comic-Con de San Diego 2012, pour la promotion de Avengers.

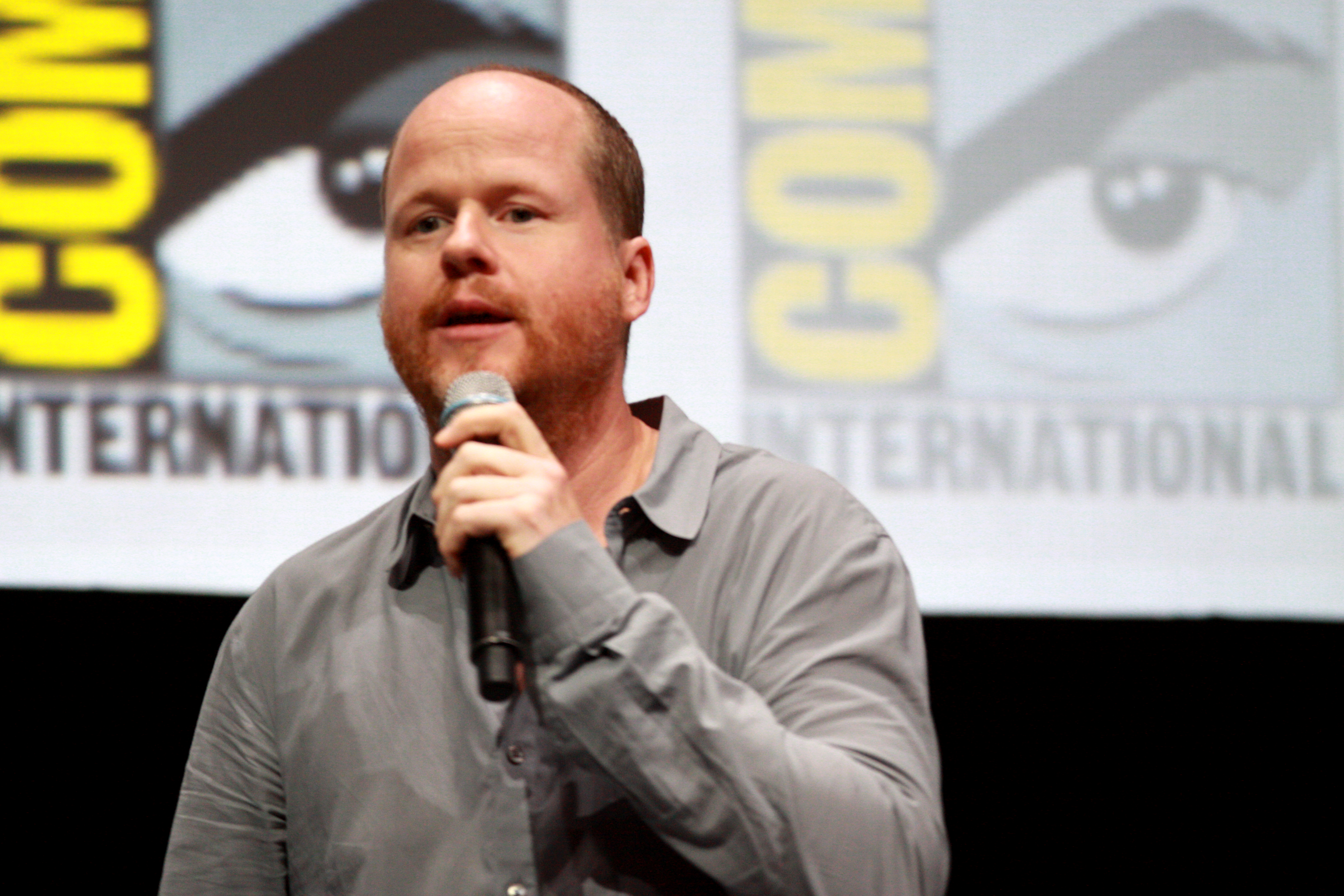
Puis au Comic-Con de San Diego 2013, pour la promotion de Avengers : L'Ère d'Ultron.

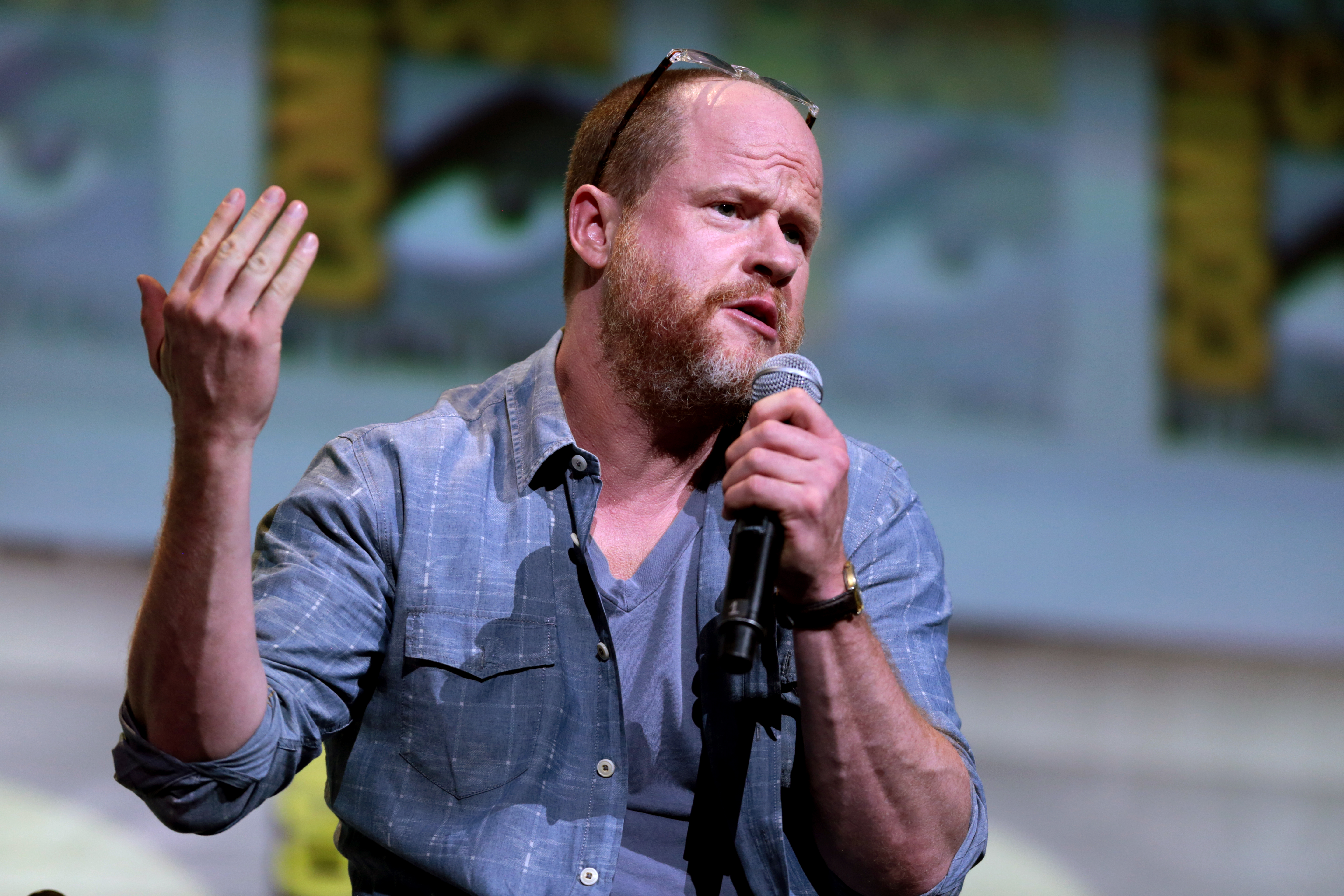
En conférence au Comic-Con de San Diego 2016 pour des Q/R sur son œuvre.

Whedon écrit ensuite avec son ami Drew Goddard le scénario de La Cabane dans les bois, ayant dans l'idée de revitaliser le genre slasher tout en réalisant une satire du cinéma gore. Whedon produit le film et Goddard le réalise. Bien que tourné en 2009, il ne sort au cinéma qu'en 2012 en raison des déboires rencontrés par son distributeur initial et est très bien accueilli par la critique.
Depuis le rachat de Marvel Entertainment par The Walt Disney Company, la politique de gestion des adaptations cinématographiques a quelque peu évolué ; après L'Incroyable Hulk, Iron Man 2, Thor et Captain America en trois ans, le concept The Avengers conçu en avril 2005 par le président de Marvel Studios Avi Arad, vient à terme avec le film Avengers tourné à partir du 25 avril 2011 et qui est sorti le mercredi 25 avril 2012. Whedon se voit offrir un tournant dans sa carrière en réalisant Avengers, l'un des plus gros blockbusters américains de l'année 2012. Avengers est, à sa sortie, le troisième plus grand succès commercial de l'histoire du cinéma et a obtenu de très bonnes critiques, bien que Whedon lui-même le considère comme imparfait et « peu rigoureux dans sa structure ».
Après cette super-production, Whedon revient dans l'univers du film indépendant avec Beaucoup de bruit pour rien, adaptation moderne de la pièce du même nom de William Shakespeare. Whedon tourne ce film en noir et blanc en deux semaines dans sa résidence de Santa Monica, profitant des vacances lui étant octroyées entre le tournage et le montage d’Avengers et s'entourant d'acteurs qui lui sont proches.
Whedon reste toutefois dans l'univers Marvel en signant un contrat avec Marvel Studios par lequel il est engagé pour créer la série télévisée Marvel : Les Agents du SHIELD, dont il réalise le pilote de la première saison diffusée à partir de septembre 2013, et pour écrire et réaliser le film Avengers : L'Ère d'Ultron, sorti en avril 2015. Whedon se déclare satisfait de son deuxième long-métrage Marvel mais sort toutefois exténué de sa production, affirmant que c'est « le travail le plus difficile qu'il ait jamais effectué ». Il estime très peu probable qu'il continue à se consacrer à l'univers Marvel, préférant se tourner à l'avenir vers des projets plus personnels. Avengers : L'Ère d'Ultron connaît un succès commercial presque comparable à celui d'Avengers et obtient des critiques globalement favorables mais néanmoins moins flatteuses que le premier volet.
En mars 2017, il est approché par les studios Warner Bros. pour écrire le scénario et réaliser le film Batgirl, situé dans l'univers cinématographique DC et dont la sortie n'est pas prévue avant 2020. Deux mois plus tard, il remplace le réalisateur Zack Snyder, affecté par une tragédie personnelle, pour terminer la post-production et le tournage d'éventuelles scènes additionnelles du film Justice League, toujours dans l'univers DC Comics. En août 2017, le studio annonce qu'il sera crédité comme scénariste pour son travail. Le film est un échec critique et commercial, ne rapportant pas plus de recettes que Man of Steel. Il quitte le projet du film sur Batgirl en février 2018, affirmant qu'« il lui a fallu plusieurs mois pour réaliser qu'il n’avait pas d'histoire. »

### Retour à la télévision et spin-off deBuffy(2018-présent)
En 2018, il prépare son retour à la télévision, en travaillant sur une nouvelle série fantastique, intitulée The Nevers, qui sera diffusée par la chaîne câblée HBO.
Le 21 juillet 2018, Fox 21 Television Studios annonce qu'un spin-off de Buffy contre les vampires est en développement. La nouvelle tueuse de vampires sera interprétée par une actrice afro-américaine. Il sera écrit en partie par Monica Owusu-Breen (en) et sera basé sur les aventures d'une nouvelle tueuse.

### Bandes dessinées

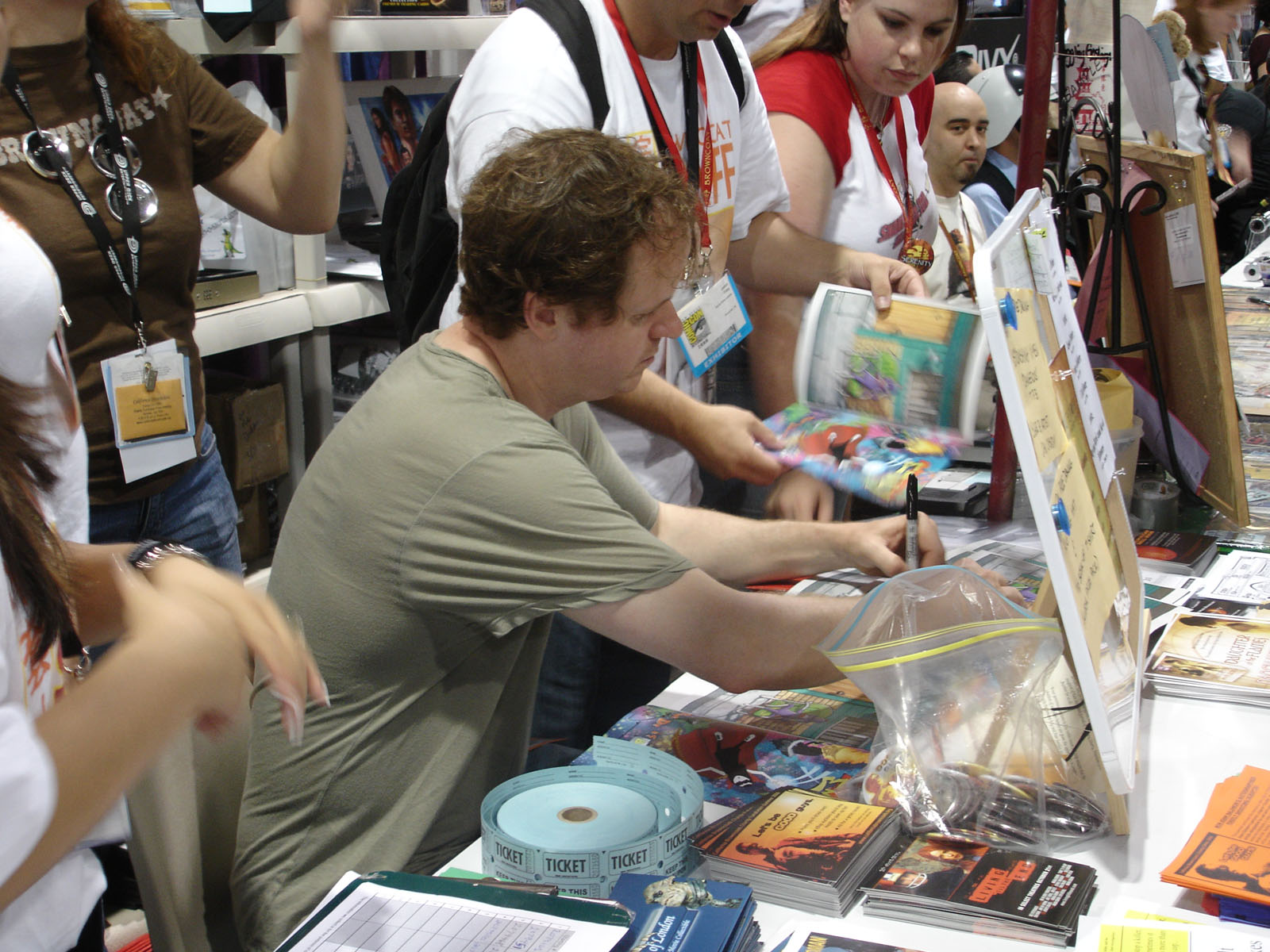
L'auteur de comics en séance de dédicaces au Comic-Con de San Diego 2006.

Whedon a scénarisé la mini-série Fray (2001), chez Dark Horse Comics, une extension de la série Buffy contre les vampires mettant en scène la Tueuse de vampires d'un futur où les créatures de la nuit sont censées avoir disparu.
Il scénarise de 2004 à 2007 Astonishing X-Men chez Marvel Comics, la série dessinée par John Cassaday.
Whedon a supervisé la huitième saison de Buffy. Éditée chez Dark Horse Comics aux États-Unis de 2007 à 2011 et chez Fusion Comics en France, cette bande dessinée reprend la suite de la série télévisée arrêtée depuis juin 2003. Une saison est composée de 40 numéros. En France, une bande dessinée réunit six numéros. La neuvième saison a été publiée de septembre 2011 à août 2013 aux États-Unis et est la suite directe de la saison précédente. Cette série de comics s'est terminée en 2018 avec la parution d'une douzième saison.
Whedon a également travaillé sur une suite en comics de la série télévisée Angel, nommée Angel: After the Fall, éditée par IDW aux États-Unis de 2007 à 2011. En même temps que les comics de Buffy, Whedon publie depuis 2011 Angel & Faith, un nouveau comic dont l'histoire est axée sur la collaboration du vampire et de la Tueuse de vampires Faith Lehane après les évènements de Buffy Saison huit.

## Vie privée

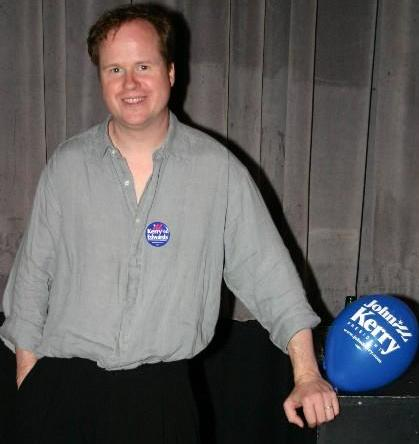
Le scénariste en octobre 2004, à une collecte de fonds démocrate pour le candidat aux présidentielles américaines John Kerry.

Joss Whedon se marie en 1995 avec Kai Cole, architecte et cofondatrice avec lui de la société de production Bellwether Pictures. Ils ont deux enfants : un fils (Arden) né en 2003 et une fille (Squire) née en 2005. Le couple se sépare en 2012, le divorce n’est officialisé qu'en 2016. En 2017, Cole affirme que Whedon a été infidèle pendant leur mariage à plusieurs reprises.
En 2013, il a reconnu qu'il souffrait d'une dépendance au travail qui était parfois un problème pour lui. Il se définit souvent comme un athée humaniste. Il se dit aussi féministe convaincu.
Sur le plan politique, il s'est prononcé à la fois contre le socialisme et le capitalisme, expliquant « qu'en fin de compte ces deux systèmes ne fonctionnent pas ». Il s'est déclaré en faveur de Barack Obama lors de la campagne pour l'élection présidentielle américaine de 2012 et a brocardé Mitt Romney en expliquant que son programme présentait toutes les caractéristiques pour favoriser une apocalypse zombie.
Lors de la campagne pour l'élection présidentielle américaine de 2016, il fonde le comité d'action politique "Save the Day", qui finance la campagne de la candidate démocrate Hillary Clinton.

## Accusations de comportements toxiques, de racisme, de sexisme et d'abus de pouvoirs

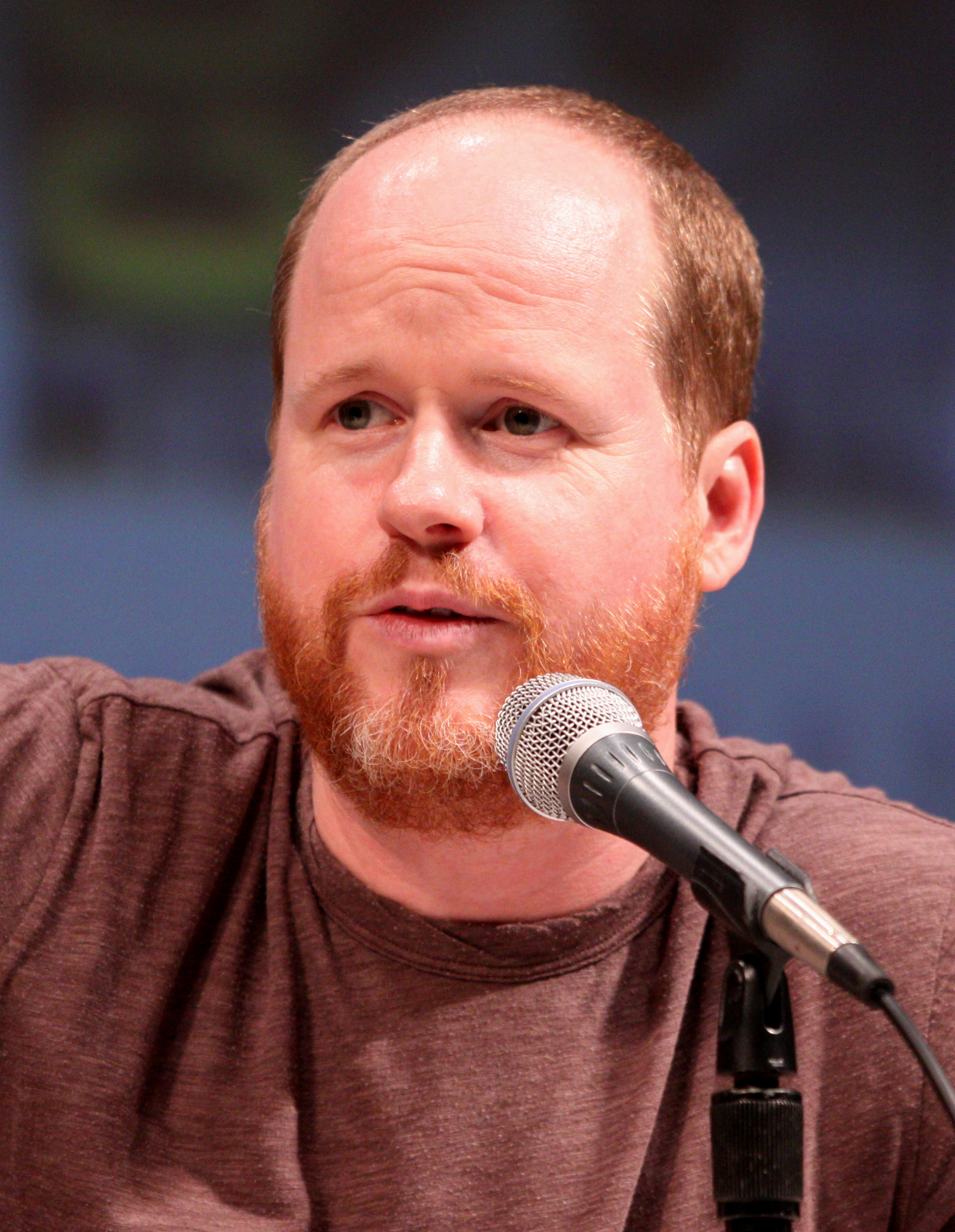
Joss Whedon au Comic Con à San Diego en 2010.

### Injures sexistes envers Ivanka Trump
En janvier 2017, à la suite de l'élection du candidat Donald Trump du parti républicain aux élections présidentielle américaine, le réalisateur Joss Whedon multiplie les messages à caractère injurieux envers le nouveau président des États-Unis et provoque un tollé en comparant sa fille, la femme d'affaires Ivanka Trump, à un pékinois. Des voix s'élèvent pour dénoncer l'incohérence de ses propos jugés misogynes pour avoir assimilé une femme à un chien alors que la Marche des femmes a lieu quelques jours plus tard à Washington,.

### Racisme et sexisme sur le premier script deWonder Woman
En juin 2017, à l'occasion de la sortie du film Wonder Woman de Patty Jenkins, la première ébauche du scénario écrite par Joss Whedon en 2005 fuite sur les réseaux sociaux. Cette première version du film est vivement critiquée par de nombreux internautes qui accusent Whedon de racisme et de misogynie, notamment pour les dialogues injurieux des personnages envers Diana Prince,.
En avril 2018, Whedon répond aux allégations et prend la défense de son script : « Je ne sais pas quelles parties n'ont pas aimées les gens, mais je l'ai relu après avoir entendu dire qu'il y avait un retour de bâton. Je le trouve super. Les gens disent qu'il n'est pas assez conscient, mais je crois qu'ils ne se rendent pas compte. C'est facile de sortir une phrase de son contexte, et je n'étais pas l'homme le plus conscient de la Terre à ce moment-là il y a 10 ans. Mais j'étais dans le coup et le film est cohérent et les personnages sont entiers et je continue de le soutenir. »

### Accusations de Kai Cole
En aout 2017, Kai Cole, l'ancienne épouse de Joss Whedon pendant une vingtaine d'années, dénonce le comportement de son ex-conjoint et lui reproche d'être un « hypocrite prêchant des idéaux féministes,. »
Elle témoigne pour The Wrap : « J’ai cru, tout le monde a cru, que c’était un type bien, impliqué dans la lutte pour les droits des femmes, impliqué dans notre mariage et avec les femmes avec qui il travaillait. Mais je vois aujourd’hui comment il s’est servi de notre relation comme d’un bouclier (…). Jusqu’à récemment, Joss entretenait encore l’illusion de notre mariage. Maintenant que ça a été rendu public, je veux que les femmes sachent qu’il n’est pas celui qu’il prétend être. Je veux que les gens qui l’idolâtrent sachent que c’est un être humain, et que les organisations qui lui donnent des prix pour son travail féministe y réfléchissent à deux fois à l’avenir avant d’honorer un homme qui n’applique pas ce qu’il préconise,,. »  

### Accusations de comportement inapproprié lors de la production deJustice League
En juillet 2020, le réalisateur et producteur Kevin Smith affirme dans un podcast que Joss Whedon détestait et en venait à insulter ouvertement le travail de Zack Snyder sur Justice League,,.

### Menaces sur la carrière et le mariage de Jeff Pruitt avec Sophia Crawford
Le même mois, Jeff Pruitt, le coordinateur des cascades sur les quatre premières saisons de la série Buffy contre les vampires témoigne dans le quotidien Metro : « Il est passé de l’humble auteur qui se tournait vers moi pour tourner des scènes de combat à un véritable égoïste. Peut-être qu’il a toujours été comme ça et j’étais tout simplement trop naïf pour le voir car il ne m’a jamais montré ce côté avant,. »
Marié depuis 1998 avec Sophia Crawford, une cascadeuse qui était la doublure de l'actrice Sarah Michelle Gellar sur la série, l’article mentionne que Pruitt et Crawford étaient fiancés à l'époque du tournage et que Joss Whedon avait volontairement interféré dans leur couple en faisant subir des actes de chantage à répétitions sur Sophia Crawford pour l'obliger à quitter son futur époux sous peine d'être limogée. À la suite de son refus de rompre avec Jeff Pruitt malgré les lourdes pressions de Whedon, plusieurs autres réalisateurs se sont montrés réticents pour travailler avec le couple,.
Dans son témoignage, Jeff Pruitt reproche également à Joss Whedon d'avoir ouvertement menacé sa carrière de coordinateur des cascades pendant le tournage : « Il insinue que personne ne vous embauchera plus jamais si vous ne lui faites pas plaisir,. »
À la suite des dénonciations visant le réalisateur, le couple reçut le soutien de l'acteur Ray Fisher sur Twitter,.

### Violences physiques et culture de l'intimidation
James Marsters, l'interprète de Spike dans Buffy contre les vampires révèle dans un podcast que Joss Whedon lui a fait subir de la violence physique, de l'intimidation et a eu un comportement toxique sur le tournage de la série : « C’était ce jour où il m’a poussé contre un mur. Je ne me souviens plus mais il est arrivé face à mon visage et m’a lancé : Je me fous de savoir à quel point tu es populaire, tu es mort, tu es mort, tu es mort ! tu m’as compris ?,, »
En février 2021, il prend position face aux dénonciations des stars de Buffy contre les vampires : « Bien que je sois toujours honoré d'avoir joué le personnage de Spike, le tournage de Buffy n'a pas été sans difficulté. Je ne soutiens les abus d'aucune sorte, et j'ai le cœur brisé d'apprendre les expériences de certains membres de la distribution. J'envoie mon amour et mon soutien à toutes les personnes impliquées. »

### Plainte de Ray Fisher pour comportement abusif pendant les reshoots deJustice League
En août 2020, Whedon est visé par une plainte de l'acteur Ray Fisher, l'interprète de Cyborg dans l'univers cinématographique DC pour comportement abusif. Il s'exprime sur Twitter pour dénoncer les abus du réalisateur sur ses pairs : « Le comportement de Joss Whedon sur le tournage était grossier, que ce soit avec le casting ou avec l’équipe de Justice League. Il était abusif, non professionnel et c’est complètement inacceptable. Et il a été validé, à bien des égards, par Geoff Johns et Jon Berg. »  
Il est rejoint par ses partenaires de jeu Jason Momoa et Kiersey Clemons, les interprètes respectifs d'Aquaman et d'Iris West, qui soutiennent ses accusations,.
En septembre 2020, Jason Momoa dénonce à son tour le comportement problématique de Joss Whedon : « Ray Fisher et quiconque a subi ce qu’il s’est passé sous la surveillance de Warner Bros. Pictures a besoin d’une vraie enquête (…) Des trucs sérieux se sont passés. Une enquête est indispensable et les gens doivent être tenus pour responsables,. »
En novembre 2020, Whedon quitte la production de la série télévisée The Nevers pour HBO. Il évoque une « fatigue physique » en raison des « épreuves » subies pendant l'année pour justifier son départ. À la suite de l'annonce, l'acteur Ray Fisher reproche au réalisateur de dissimuler son licenciement à la suite des nombreuses accusations de comportement toxiques portées à son encontre : « Je n’ai pas l’intention de laisser Joss Whedon utiliser la vieille tactique hollywoodienne d’un départ, d’un retrait ou d’une fuite à la suite de son comportement horrible. L’enquête menée par le groupe WarnerMedia bat son plein depuis trois semaines. Cela en est sans l’ombre d’un doute la conséquence,. »
En mai 2021, Ray Fisher apporte plus d'éclaircissements sur ses conflits antérieurs avec Whedon dans un entretien avec la presse. Pendant les reshoots, il lui avait fait part de ses doutes sur la nouvelle version du script; Whedon l'aurait alors coupé en répliquant : « On dirait qu'on donne une leçon, et je n'aime pas prendre de leçon de quiconque - pas même de Robert Downey Jr.,,. »

### Accusations de racisme sur la production deJustice League
En octobre 2020, dans une interview pour le magazine Forbes, Ray Fisher accuse Whedon de racisme en lui reprochant d'avoir altéré la couleur de peau d'un acteur pendant la postproduction de Justice League : « Ce qui a mis le feu aux poudres et m’a forcé à parler de Joss Whedon cet été, c’est que j’ai appris que Joss avait ordonné que le teint d’un acteur de couleur soit changé en postproduction parce qu’il n’aimait pas la couleur de sa peau. »

### Conflits avec Gal Gadot et le reste du casting pendant les reshoots deJustice League
En décembre 2020, l'actrice Gal Gadot, interprète Wonder Woman, révèle ses mauvaises expériences avec le réalisateur pendant les reshoots de Justice League et soutient publiquement Ray Fisher : « Je suis heureuse que Ray s'exprime pour dire sa vérité. Je n'étais pas là avec les gars lorsqu'ils ont tourné avec Joss Whedon. J'ai eu ma propre expérience avec (lui), qui n'était pas la meilleure, mais j'ai géré ça immédiatement lorsque c'est arrivé, je l'avais fait remonter et ils s'en sont occupés. Mais je suis heureuse que Ray dise sa vérité,. »
En avril 2021, un article de The Hollywood Reporter détaille les vives tensions entre Gal Gadot et Joss Whedon sur les reshoots de Justice League. Il est indiqué que le réalisateur prenait plaisir à humilier l'actrice et à la forcer à tourner des scènes qu'elle refusait. Selon l'article, Whedon lui aurait dit sur le plateau de tournage que « c'était lui le scénariste et qu'elle devait la fermer et dire ses répliques, sinon il pouvait rendre son personnage incroyablement stupide. » Après l'altercation verbale, la comédienne se serait immédiatement tournée vers Patty Jenkins, la réalisatrice du film Wonder Woman et elles auraient fait remonter les insultes du réalisateur jusqu'au bureau du patron du studio Warner Bros., Kevin Tsujihara,,.
L'article précise également que Joss Whedon s’est disputé avec tous les membres de la distribution de Justice League dont Jeremy Irons, l'interprète d'Alfred Pennyworth.
En octobre 2021, l'actrice Gal Gadot évoque ses hostilités avec le réalisateur : « J’ai été choquée de la manière dont il m’a parlé. On se retrouve sonné tellement il est difficile de croire ce qui vient d’être dit. Et s’il était capable de me dire de telles choses à moi, il est évident que ce n’était pas la première fois qu’il tenait ces propos. Je dois dire que les patrons de Warner ont pris les choses en main. J’ai juste fait ce que je pensais devoir faire, à savoir dire à ces gens que ce n’était pas normal. M’aurait-il dit ce qu’il m’a dit si j’avais été un homme ? Je ne sais pas. Nous ne le saurons jamais. Mais mon sens de la justice est très fort. J’ai été choquée par la façon dont il m’a parlé. Mais peu importe, c'est fait. La page est tournée,,. »

### Accusations de comportement abusif et de harcèlement sur les tournages deBuffy contre les vampiresetAngel
En février 2021, les actrices Charisma Carpenter, Amber Benson, Michelle Trachtenberg et Sarah Michelle Gellar dénoncent également le comportement abusif de Joss Whedon et l’accusent de harcèlement pendant les tournages de Buffy contre les vampires et Angel,,.
Charisma Carpenter partage son vécu sur Twitter : « Il a créé des environnements de travail hostiles et toxiques depuis les débuts de sa carrière. [...] Il ne cessait de menacer de me virer, ce qui peut être dévastateur pour l’estime de soi d’une jeune actrice. Ou de me traiter de 'grosse' devant des collègues alors que j’étais enceinte de quatre mois et que je pesais 57 kg. Il était méchant et féroce, dénigrant ouvertement les autres, poussant les uns à détester les autres et à rentrer en compétition pour avoir son approbation. [...] Il m’a demandé si je voulais garder mon enfant [...] et a manipulé ma féminité et ma foi contre moi. Il s’en est pris méticuleusement à ma personnalité, mes croyances religieuses, m’a accusée de saboter la série, puis m’a virée sans cérémonie, la saison suivant mon accouchement. »
Sarah Michelle Gellar, sa partenaire de jeu, témoigne également sur The Wrap: « Pendant des années, j’ai été sur un plateau qui, je pense, était connu pour être un plateau d’une masculinité extrêmement toxique. Et donc c’était ancré dans ma tête que c’était ce à quoi tous les plateaux ressemblaient, un endroit où les femmes étaient montées les unes contre les autres… Que si les femmes devenaient amies, alors nous devenions trop puissantes et que donc il fallait éviter cela,. »
Plusieurs interprètes des séries Buffy contre les vampires et Angel dont David Boreanaz, Anthony Stewart Head, Eliza Dushku, J. August Richards, et Amy Acker apportent leur soutien aux accusations,,,,.

### Dénonciation de Michelle Trachtenberg
De son côté, l'actrice Michelle Trachtenberg s'exprime sur le tournage de Buffy contre les vampires en révélant une règle de tournage qui interdisait à Joss Whedon de se retrouver seul avec cette dernière, l'actrice étant mineure au moment de la production de la série : « Cela doit être connu. En tant qu’adolescente. Avec son comportement inapproprié…Vraiment pas approprié. Alors maintenant, les gens savent ce qu’a fait Joss. Le dernier commentaire que je ferai à ce sujet était qu’il y avait une règle : Il n’était pas autorisé à rester seul dans une pièce avec Michelle,,. »

### Abus de pouvoirs et harcèlement pendant la production deFirefly
Le scénariste Jose Molina, qui a travaillé sur la série Firefly, a tweeté en soutien à l'actrice Amber Benson que Whedon aimait faire pleurer les femmes scénaristes de la série : « Il pensait qu'être méchant était drôle. Faire pleurer des écrivaines pendant une session de notes était particulièrement tordant. En fait, il aimait se vanter de la fois où il a fait pleurer un écrivain deux fois en une réunion. »

### Ambiance toxique sur les reshoots deJustice League
En mars 2021, Deborah Snyder, productrice de plusieurs films DC Comics, révèle qu'elle avait mis au courant les cadres de Warner Bros. d'un incident impliquant Joss Whedon pendant les reshoots de Justice League,.
Le mois suivant, Chris Terrio, le premier scénariste de la version originale de Justice League prend la parole et confirme l'ambiance toxique des reshoots : « J'avais écho de rapports occasionnels sur les reshoots. Je ne savais pas à quel point le film allait être changé, ou vandalisé plutôt. Il est devenu clair lorsque j’ai parlé à divers acteurs qu’il s’agissait d’un démantèlement complet de ce qui existait auparavant. Je n’ai entendu personne dire que ce tournage supplémentaire avait été une expérience agréable,. »
En janvier 2022, dans une interview accordée par le New York Magazine, Joss Whedon réagit à la polémique et dément catégoriquement toutes les accusations. Il qualifie l’interprète Ray Fisher de « mauvais acteur dans les deux sens. » Le réalisateur accuse également les membres du casting de Justice League dont Ben Affleck, Henry Cavill et Ezra Miller ainsi que la communauté de fans de Zack Snyder de nuire à son image. Il assure par ailleurs être « l'un des plus gentils show runners qui ait existé. »

### Menaces sur la carrière de Gal Gadot
En avril 2021, l'article de The Hollywood Reporter raconte les conflits entre Gal Gadot et Whedon sur les reshoots de Justice League et mentionne que le réalisateur s'était montré ouvertement menaçant envers sa carrière d'actrice,.
En janvier 2022, le réalisateur répond aux révélations dans une interview pour le New York Magazine en affirmant que l’actrice Gal Gadot l’avait « mal compris » à l'époque du tournage des reshoots de Justice League parce que « l'anglais n’était pas sa langue maternelle » (l'actrice étant d'origine israélienne et sa langue principale est l'hébreu),.
Gal Gadot répond immédiatement à l'interview du New York Magazine en déclarant qu’elle « a parfaitement compris [les menaces de Joss Whedon] » et « qu’elle ne retravaillera jamais avec lui. »

### Comportement inapproprié lors de la production d'Avengers
En mars 2023, dans l'ouvrage MCU: The Reign of Marvel Studios qui évoque les coulisses du studio de films, Zak Penn, le premier scénariste d'Avengers dévoile la façon dont Joss Whedon l'a écarté du projet : « Il m’a dit que cela ne le gênait pas du tout de m'évincer et de réécrire tout ce que j'avais fait ! Quand je lui ai dit que mes enfants ont grandi pendant que j'écrivais ce scénario, qu'ils en avaient déjà parlé à leurs copains, qu'ils auraient l'air idiot en voyant que leur père n'est plus crédité au générique d'Avengers, Whedon m'a répondu : ''et mes enfants ? Qu'est-ce qu'ils vont penser en voyant que tu as écrit la moitié de l'histoire ?'' Je pense que c’est une mauvaise personne, et c’était vraiment surprenant de découvrir ça à l'époque,. »

## Style, thèmes et influence
Whedon introduit régulièrement un niveau symbolique dans ses histoires, utilisant les métaphores pour faire réfléchir son public sur le sous-texte allant au-delà du sens premier du récit et qui lui donne sa force véritable. Ses dialogues sont empreints d'un argot qu'il a inventé, le Slayer Slang, et qui est constitué de mot-valises, mélange ou association entre deux mots pour en créer un troisième, voire une expression créée de toutes pièces. Ils sont aussi caractérisés par un humour omniprésent et par l'autoréférence. La déconstruction et la reconstruction simultanées des clichés et des icônes morales font aussi partie de ses marques de fabrique.
Les protagonistes des histoires de Joss Whedon sont souvent dotés de beaucoup d'esprit et capables des actes les plus héroïques mais sont dans le même temps « délicieusement imparfaits », faillibles et empêtrés dans leurs contradictions et leurs paradoxes émotionnels. Le long développement moral des antihéros, tels que Spike ou Jayne Cobb, qui les conduit à la rédemption est un motif récurrent de son œuvre. Whedon se focalise la plupart du temps sur un groupe de personnages, une communauté menée par un héros solitaire et réunie par un but commun, dont l'union fait la force principale. Il a régulièrement été critiqué, ou encensé, pour son penchant à tuer ses personnages, même si ce sont essentiellement des personnages secondaires qui en font les frais, mais ces morts sont utilisés dans le but de faire avancer l'arc narratif et de changer la nature ou la vision des choses de ses personnages principaux.
Parmi les thèmes développés de façon récurrente par Joss Whedon, on trouve le féminisme et l'égalité entre les sexes, qui est dans l'ordre chronologique le premier qu'il a traité à travers la série Buffy contre les vampires ; l'antiautoritarisme ; l'importance de la communauté, de la famille que l'on se choisit et de la collaboration entre les êtres humains ; les différentes définitions et cheminements de l'héroïsme à travers les imperfections de ses personnages et qui peuvent mener jusqu'au sacrifice de soi ; et la sexualité sous ses différentes formes et identités. Whedon s'interroge souvent sur ce qui fait de nous des êtres humains, la nature de notre identité et se positionne dans la philosophie de l'existentialisme, notamment telle qu'elle a été énoncée par Jean-Paul Sartre. Whedon considère La Nausée comme le livre le plus important qu'il ait lu et a consacré l'épisode Objet volant identifié de Firefly à affirmer cette influence,.
En dehors de Sartre, Whedon est aussi grandement influencé par les œuvres littéraires de William Shakespeare. Il organise régulièrement chez lui des lectures de pièces de théâtre de Shakespeare avec les acteurs qui font partie de son entourage et a réalisé une adaptation moderne de la pièce Beaucoup de bruit pour rien.
Parmi ses autres influences, on peut citer les romans de Ray Bradbury, Stephen King et Frank Herbert, les comédies musicales de Stephen Sondheim ou encore Stan Lee, Tim Burton et les Monty Python. Il cite comme ses cinq films favoris : Matrix (1999), Il était une fois dans l'Ouest (1968), Les Ensorcelés (1952), Magnolia (1999) et Le Bouffon du roi (1955).

## Filmographie

### Réalisateur

#### Cinéma
- 2005 : Serenity
- 2012 : Avengers (Marvel's The Avengers)
- 2013 : Beaucoup de bruit pour rien (Much Ado About Nothing)
- 2015 : Avengers : L'Ère d'Ultron (Avengers: Age of Ultron)
- 2017 : Justice League (co-réalisateur avec Zack Snyder - non crédité) (première version)

#### Séries télévisées
- 1997 à 2003 : Buffy contre les vampires (20 épisodes : Le Manuscrit, La Métamorphose de Buffy, Mensonge, Innocence, partie 2, Acathla (en deux parties), Anne, Le Soleil de Noël, Les Deux Visages, La Cérémonie (en deux parties), Disparitions sur le campus, Un silence de mort, Une revenante, partie 2, Cauchemar, Les Liens du sang, Orphelines, L'Apocalypse, Que le spectacle commence et La Fin des temps, partie 2)
- 1999 à 2004 : Angel (6 épisodes : Bienvenue à Los Angeles, Intouchable, Les Coulisses de l'éternité, La Bouteille magique, Conviction et Un trou dans le monde)
- 2002 : Firefly (3 épisodes : Les Nouveaux Passagers, L'Attaque du train et Objet volant identifié)
- 2007 : The Office (2 épisodes)
- 2009 : Dollhouse (3 épisodes)
- 2010 : Glee (1 épisode : Dream On)
- 2013 : Marvel : Les Agents du SHIELD (Agents of S.H.I.E.L.D.) (épisode pilote)
- 2021 : The Nevers (3 épisodes)

### Scénariste

#### Cinéma
- 1992 : Buffy, tueuse de vampires (Buffy the Vampire Slayer) de Fran Rubel Kuzui
- 1994 : Speed de Jan de Bont (script doctor non crédité)
- 1995 : Toy Story de John Lasseter
- 1995 : Waterworld de Kevin Reynolds (script doctor non crédité)
- 1997 : Alien, la résurrection (Alien Resurrection) de Jean-Pierre Jeunet
- 2000 : Titan A.E. de Don Bluth et Gary Goldman
- 2001 : Atlantide, l'empire perdu (Atlantis, the Lost Empire) de Gary Trousdale et Kirk Wise
- 2005 : Serenity de lui-même
- 2012 : La Cabane dans les bois (The Cabin in the Woods) de Drew Goddard
- 2012 : Avengers (Marvel's The Avengers) de lui-même
- 2013 : Beaucoup de bruit pour rien (Much Ado About Nothing) de lui-même
- 2013 : Thor : Le Monde des ténèbres (Thor: The Dark World) d'Alan Taylor (script doctor non crédité[151])
- 2014 : In Your Eyes de Brin Hill
- 2015 : Avengers : L'Ère d'Ultron (Avengers: Age of Ultron) de lui-même
- 2017 : Justice League de Zack Snyder (puis lui-même) (crédité pour son travail lors des reshoots et de la postproduction)

#### Télévision
- 1989 : Roseanne (4 épisodes)
- 1990 : Parenthood (3 épisodes)
- 1997 à 2003 : Buffy contre les vampires (26 épisodes : Bienvenue à Sunnydale (en deux parties), Billy (en collaboration), Portée disparue (en collaboration), Le Manuscrit, La Métamorphose de Buffy, Mensonge, Le Fiancé (en collaboration), Innocence, partie 2, Acathla (en deux parties), Anne, Le Soleil de Noël, Les Deux Visages, La Cérémonie (en deux parties), Disparitions sur le campus, Un silence de mort, Une revenante, partie 2, Cauchemar, Les Liens du sang, Orphelines, L'Apocalypse, Que le spectacle commence, Rédemption et La Fin des temps, partie 2)
- 1999 à 2004 : Angel (8 épisodes : Bienvenue à Los Angeles (en collaboration), Sanctuaire (en collaboration), Les Coulisses de l'éternité, La Bouteille magique, Conviction, Les Marionnettes maléfiques (en collaboration), Un trou dans le monde et L'Ultime Combat - en collaboration)
- 2002 et 2003 : Firefly (5 épisodes : Les Nouveaux Passagers, L'Attaque du train, La Femme du commandant, Le Message et Objet volant identifié)
- 2009 et 2010 : Dollhouse (5 épisodes)
- 2013 : Marvel : Les Agents du SHIELD (Agents of S.H.I.E.L.D.) (épisode pilote)
- 2021 : The Nevers (1 épisode)

### Web-série
- 2008 : Dr. Horrible's Sing-Along Blog (scénariste et réalisateur)
- 2012 : Husbands, saison 2 (acteur)

### Compositeur
- 2013 : Beaucoup de bruit pour rien (Much Ado About Nothing)

### Acteur
- Veronica Mars, saison 2, épisode 6 (employé d'une société de location de voiture)

## Box-office
| Film                               | Budget        | États-Unis    | France            | Monde           |
| ---------------------------------- | ------------- | ------------- | ----------------- | --------------- |
| Serenity (2005)                    | 39 000 000 $  | 25 335 935 $  | 73 678 entrées    | 38 690 882 $    |
| Avengers (2012)                    | 220 000 000 $ | 623 357 910 $ | 4 505 704 entrées | 1 518 557 910 $ |
| Beaucoup de bruit pour rien (2013) | < 1 000 000 $ | 4 327 763 $   | 19 086 entrées    | 5 149 144 $     |
| Avengers : L'Ère d'Ultron (2015)   | 250 000 000 $ | 457 252 317 $ | 4 240 197 entrées | 1 405 035 767 $ |

- Légendes : Budget (entre 1 et 10 M$, entre 10 et 100 M$ et plus de 100 M$), États-Unis (entre 1 et 50 M$, entre 50 et 100 M$ et plus de 100 M$), France (entre 100 000 et 1 M d'entrées, entre 1 et 2 M d'entrées et plus de 2 M d'entrées) et monde (entre 1 et 100 M$, entre 100 et 200 M$ et plus de 200 M$).

## Distinctions
Cette section récapitule les principales récompenses et nominations obtenues par Joss Whedon. Pour une liste plus complète, se référer à l'Internet Movie Database.

### Récompenses
- 1996 : Annie Award du meilleur scénario pour Toy Story (partagé avec Andrew Stanton, Joel Cohen et Alec Sokolow)
- 2005 : SFX Award du meilleur réalisateur pour Serenity
- 2006 : Prix Hugo du meilleur long-métrage pour Serenity
- 2006 : prix Nebula du meilleur scénario pour Serenity
- 2006 : prix Eisner de la meilleure série pour Astonishing X-Men (avec John Cassaday)
- 2008 : prix Eisner de la meilleure nouvelle série pour Buffy contre les vampires, Saison huit et de la meilleure bande dessinée en ligne pour Sugarshock! (avec Fábio Moon)
- 2009 : prix Hugo du meilleur court-métrage pour Dr. Horrible's Sing-Along Blog (partagé avec Zack Whedon, Jed Whedon et Maurissa Tancharoen)
- 2009 : Primetime Emmy Award de la meilleure émission spéciale pour Dr. Horrible's Sing-Along Blog (partagé avec Michael Boretz et David M. Burns)
- 2010 : Vanguard Award lors des PGA Awards
- 2013 : Saturn Award de la meilleure réalisation pour Avengers
- 2013 : prix Hugo du meilleur long-métrage pour Avengers
- 2013 : Fangoria Horror Hall of Fame lors des Fangoria Chainsaw Awards
- 2013 : Fangoria Chainsaw Award du meilleur scénario pour La Cabane dans les bois (partagé avec Drew Goddard)
- 2013 : SFX Award du meilleur réalisateur pour Avengers

### Nominations
- 1996 : Oscar du meilleur scénario original pour Toy Story
- 1996 : Saturn Award du meilleur scénario pour Toy Story
- 1996 : prix Hugo du meilleur film pour Toy Story
- 1999 : Annie Award de la meilleure musique dans un film d'animation pour Le Roi lion 2 pour la chanson My Lullaby
- 2000 : Primetime Emmy Award du meilleur scénario pour une série télévisée dramatique pour l'épisode Un silence de mort de Buffy contre les vampires
- 2000 : prix Bram-Stoker du meilleur scénario pour l'épisode Un silence de mort de Buffy contre les vampires
- 2002 : prix Nebula du meilleur scénario pour l'épisode Orphelines de Buffy contre les vampires
- 2002 : prix Hugo du meilleur film pour l'épisode Que le spectacle commence de Buffy contre les vampires
- 2003 : prix Nebula du meilleur scénario pour l'épisode Que le spectacle commence de Buffy contre les vampires
- 2003 : Prix Hugo du meilleur court-métrage pour l'épisode Les Coulisses de l'éternité d'Angel et l'épisode Les Nouveaux Passagers de Firefly
- 2004 : prix Hugo du meilleur court-métrage pour l'épisode La Fin des temps, partie 2 de Buffy contre les vampires et l'épisode Le Message de Firefly
- 2005 : prix Hugo du meilleur court-métrage pour l'épisode L'Ultime Combat d'Angel et l'épisode Les Marionnettes maléfiques d'Angel
- 2010 : prix Hugo du meilleur court-métrage pour l'épisode Los Angeles 2019 de Dollhouse
- 2013 : Saturn Award du meilleur scénario pour Avengers et La Cabane dans les bois
- 2013 : prix Hugo du meilleur long-métrage pour La Cabane dans les bois
- 2013 : Empire Award du meilleur réalisateur pour Avengers
- 2013 : prix Ray-Bradbury du meilleur scénario pour Avengers et La Cabane dans les bois
- 2016 : prix Hugo du meilleur film pour Avengers : L'Ère d'Ultron